# Jorge Atton
Jorge Atton Palma (Curacautín, 9 de enero de 1954) es un ingeniero y político chileno. Entre noviembre de 2018 y diciembre de 2019 fue intendente de la región de La Araucanía, actuando bajo el segundo gobierno de Sebastián Piñera. Durante el primer mandato de Piñera, ejerció como subsecretario de Telecomunicaciones.

## Biografía
Nació en Curacautín y cursó sus estudios escolares en la Escuela Consolidada de Curacautín y en el Liceo de Hombres N.º 1 de Temuco. Es ingeniero electrónico y licenciado en Ciencias de la Ingeniería de la Universidad Austral de Chile. Cuenta con un postgrado en gestión y evaluación de proyectos de la Universidad de Chile. 
Trabajó en Telefónica del Sur, donde llegó a ser gerente general. Además fue director de Enel Generación Chile e integró el directorio de Televisión Nacional de Chile entre 2016 y 2017, durante el segundo gobierno de Michelle Bachelet.

## Carrera política
Durante todo el primer gobierno de Sebastián Piñera, entre el 11 de marzo de 2010 e igual fecha de 2014, se desempeñó como subsecretario de Telecomunicaciones.
En los primeros meses de la segunda administración de Piñera, ocupó el cargo de asesor presidencial para temas de Ciberseguridad en el Ministerio del Interior. Como parte de esta gestión trabajó en un proyecto de ley para actualizar la ley de delitos informáticos y adecuar la legislación al Convenio de Budapest. 
Debido al caso de la muerte de Camilo Catrillanca y la salida del intendente de la región de La Araucanía Luis Mayol, fue nombrado en dicho cargo el 21 de noviembre de 2018. Renunció al cargo en diciembre de 2019.
Durante el Estallido social de 2019 en Chile, Atton fue querellado, debido al uso que se le habría dado al edificio de la Intendencia de la Araucanía, ubicado en Temuco, el cual habría sido usado como centro de detención ilegal. Atton fue querellado por el hecho de, al ser Intendente al momento de acaecidos los hechos en el recinto, debió denunciarlos, lo que no realizó. Pese a pedir su sobreseimiento, esto no ocurrió.